# Little Sioux River
Der Little Sioux River ist ein linker Nebenfluss des Missouri River. 
Er hat seinen Ursprung im Südwesten von Minnesota nahe der Grenze zu Iowa.
Er fließt in südwestlicher Richtung quer durch das nordwestliche Iowa und mündet nach 415 km bei Little Sioux in den  Missouri River. 
Der Little Sioux River wurde von den Sioux-Indianern 
Eaneah-waudepon oder Stone River genannt. 
Zu seinen Zuflüssen zählen der 
Ocheyedan River, der Maple River und der West Fork of the Little Sioux River. 
Der Little Sioux River ist ein integraler Bestandteil des Nepper Watershed Project, einem Hochwasserschutzprojekt in Iowa, das 1947 gegründet wurde zur Regulierung des Abflusses und dem Schutz der landwirtschaftlichen Nutzflächen vor Überflutung und Erosion.